# Список послов России на Украине
В статье представлен список послов России на Украине.
- 14 февраля 1992 года — установление дипломатических отношений на уровне посольств.
- 24 февраля 2022 года — дипломатические отношения разорваны правительством Украины.

## Список послов
| Срок полномочий                  | Посол                         | Годы жизни | Вручение верительных грамот | Комментарии                                              |
| -------------------------------- | ----------------------------- | ---------- | --------------------------- | -------------------------------------------------------- |
| 14 февраля 1992 — 24 мая 1996    | Леонид Яковлевич Смоляков     | 1942—      |                             |                                                          |
| 24 мая 1996 — 6 августа 1999     | Юрий Владимирович Дубинин     | 1930—2013  |                             |                                                          |
| 6 августа 1999 — 21 мая 2001     | Иван Павлович Абоимов         | 1936—2022  |                             |                                                          |
| 21 мая 2001 — 11 июня 2009       | Виктор Степанович Черномырдин | 1938—2010  | 30 мая 2001                 |                                                          |
| 6 августа 2009 — 28 июля 2016    | Михаил Юрьевич Зурабов        | 1953—      | 2 марта 2010                | С февраля по июнь 2014 отозван в Москву для консультаций |
| 23 февраля — 7 июня 2014         | Андрей Владимирович Воробьёв  | 1960—2016  | —                           | Временный поверенный в отсутствии Зурабова               |
| 28 июля — 16 ноября 2016         | Сергей Львович Торопов        | 1973—      | —                           | Временный поверенный                                     |
| 16 ноября 2016 — 10 февраля 2022 | Александр Петрович Лукашик    | 1959—      | —                           | Временный поверенный                                     |
| 10 — 24 февраля 2022             | Владимир Юрьевич Жеглов       | 1969—2023  | —                           | Временный поверенный                                     |